# 井上智洋
井上 智洋（いのうえ ともひろ、1975年 - ）は、日本の経済学者。駒澤大学経済学部准教授。慶應義塾大学SFC研究所研究員。
専門はマクロ経済学。特に人工知能（AI）の進化が雇用に与える影響を研究している。

## 略歴
東京都出身。
1997年慶應義塾大学環境情報学部卒業。IT企業勤務を経て早稲田大学大学院経済学研究科に入学し、2011年に同大学より博士（経済学）を取得。
早稲田大学政治経済学部助教、駒澤大学経済学部講師を経て、2017年4月から同大学准教授。

## 著書
- 『ＭＭＴ 現代貨幣理論とは何か』 (講談社選書メチエ) 2019年12月
- 『純粋機械化経済 頭脳資本主義と日本の没落 (日本経済新聞出版) 2019年5月
- 『AI時代の新・ベーシックインカム論』 (光文社新書) 2018年04月
- 『人工知能と経済の未来 2030年雇用大崩壊』（文春新書, 2016年）
- 『ヘリコプターマネー』（日本経済新聞出版社, 2016年11月）
- 『「人工超知能」 －生命と機械の間にあるもの－』（秀和システム, 2007年）
- 『新しいJavaの教科書』（ソフトバンククリエイティブ, 2006年）

共著もいくつかある。
- 『毎年１２０万円を配れば日本が幸せになる』扶桑社 (2021/1/21)　ASIN : B08T97FCHZ　井上智洋、小野盛司